# Ecce gratum
Ecce gratum (in italiano Ecco, gradita) è un poema goliardico latino medievale, il carme numero 143 della raccolta nota come Carmina Burana.

## Testo e traduzione
Ver reducit gaudia,

purpuratum floret pratum,

Sol serenat omnia.

Iamiam cedant tristia!

Estas redit, nunc recedit

Hyemis sevitia.

Iam liquescit et decrescit

grando, nix et cetera;

bruma fugit, et iam sugit

Ver Estatis ubera;

illi mens est misera,

qui nec vivit, nec lascivit
 
sub Estatis dextera.

Gloriantur et letantur

in melle dulcedinis,

qui conantur, ut utantur

praemio Cupidinis:

simus jussu Cypridis

gloriantes et letantes

pares esse Paridis.»
la primavera riporta la gioia,

fiorisce il prato purpureo

il sole rasserena tutto.

La tristezza ora è finita!

L'estate ritorna, si allontana ormai

il rigoroso inverno.

Si scioglie la neve,

la grandine e tutto il resto;

si dilegua la nebbia, e la primavera

succhia il seno dell'estate:
infelice colui

che non si accorge di questo e non si abbandona

ai piaceri dell'estate.

Si gloriano e rallegrano

in dolcezza mielata

quanti cercano di raggiungere

il premio del loro desiderio:

obbedienti a Cipride

siamo lieti e superbi

nell'essere alla pari di Paride.»
()

## Carmina Burana di Carl Orff
Brano celebre per essere stato musicato nel 1935/36 dal compositore tedesco Carl Orff come parte dei suoi Carmina Burana che debuttarono all'Opera di Francoforte l'8 giugno 1937. All'interno dei Carmina Burana di Orff, questa canzone è il quinto movimento nella sezione 1, Primo vere (In primavera).